# 사회상규
사회상규란 국가질서의 존엄성을 기초로 한 국민일반의 건전한 도의감 또는 공정하게 사유하는 일반인의 건전한 윤리감정을 말한다. 또한 공정하게 사유하는 평균인이 건전한 사회생활을 하면서 옳다고 승인한 정상적인 행위규칙이라고도 할 수 있다. 사회상규는 형법질서 내에서 원칙적인 금지와 예외적인 허용을 실질적 위법성의 관점에서 최종적인 한계를 그음으로써 사회생활의 원칙적인 자유의 영역을 확보해 주는 기능을 한다.

## 사회상규와 사회적 상당성
사회적 상당성이론이란 역사적으로 형성된 사회윤리적 공동생활의 질서 내에 속한 행위는 비록 문언상 구성요건에 포섭시킬 수 있다고 하더라도 사회적으로 상당성에 있으므로 구성요건에 해당하지 않는다는 견해이다.